# Investor AB
Investor AB é uma empresa de investimento sueca fundada em 1916 e é controlada pela família Wallenberg. É maior companhia de investimentos da região dos países nórdicos e uma das maiores do mundo.
A companhia tem como foco investimentos em grandes empresas e no desenvolvimento em pequenas empresas, a Investor tem participações em diversas grandes companhias suecas como a Ericsson, Atlas Copco, Electrolux entre outras.
Em dezembro de 2014 os ativos totais da empresa eram de 285,795 bilhões de coroas suecas ou cerca de 36,99 bilhões de dólares.
Em 30 de junho de 2015, a família sueca Wallenberg era a maior acionista da companhia com 23,3% das ações e 50% dos direitos de voto.

## Investimentos

### Investimentos em Empresas de Capital Aberto
Em agosto de 2015 a Investor AB tinha participações em 11 empresas sendo 7 delas suecas.
| Nome da Empresa          | Participação Acionaria | Direitos de voto | Ramo de Atuação | País           |
| ------------------------ | ---------------------- | ---------------- | --------------- | -------------- |
| ABB                      | 9,5%                   | 9,5%             | Industrial      | Suíça          |
| Atlas Copco              | 16,8%                  | 22,3%            | Industrial      | Suécia         |
| AstraZeneca              | 4,1%                   | 4,1%             | Farmacêutico    | Reino Unido    |
| Ericsson                 | 5,3%                   | 21,5%            | Industrial      | Suécia         |
| Electrolux               | 15,5%                  | 30,0%            | Industrial      | Suécia         |
| Husqvarna AB             | 16,8%                  | 31,9%            | Industrial      | Suécia         |
| NASDAQ OMX Group         | 11,5%                  | 11,5%            | Financeiro      | Estados Unidos |
| Saab                     | 30,0%                  | 39,5%            | Industrial      | Suécia         |
| SEB                      | 20,8%                  | 20,8%            | Financeiro      | Suécia         |
| Swedish Orphan Biovitrum | 39,7%                  | 39,8%            | Farmacêutico    | Suécia         |
| Wärtsilä                 | 16,9%                  | 16,9%            | Industrial      | Finlândia      |

### Investimentos em Empresas de Capital Fechado
A Investor AB tinha participação em 6 empresas não cotadas em bolsa de valores e todas localizadas em Suécia.
| Nome da Empresa       | Participação Acionaria | Direitos de voto | Ramo de Atuação  | País   |
| --------------------- | ---------------------- | ---------------- | ---------------- | ------ |
| 3 Scandinavia         | 40,0%                  | 40,0%            | Telecomunciações | Suécia |
| Aleris                | 100%                   | 100%             | Saúde            | Suécia |
| Grand Hôtel           | 100%                   | 100%             | Hospedagem       | Suécia |
| Mölnlycke Health Care | 99,0%                  | 99,0%            | Saúde            | Suécia |
| Permobil              | 94,0%                  | 90,0%            | Industrial       | Suécia |
| Vectura               | 100,0%                 | 100,0%           | Imobiliário      | Suécia |